# TVAホットレポート
『TVAホットレポート』（ティーヴィーエイホットレポート）は、1983年9月1日、テレビ愛知開局から放送されていた初代最初のローカルニュース番組である。新聞等の番組表では「Nレポート」（Nはニュースのマーク）と表現されることが多かった。
協賛とニュースソース協力は日本経済新聞名古屋支社と中日新聞社が行った（オープニングでもテロップで明示されていた）。初めの数項目の後、「夕刊ヘッドライン」と称して、テレビ東京系や日本テレビ系（東海地方未ネット）が行っていた、新聞紙面を背景に大写しする形式のコーナーがあった。
オープニングは毎回、名古屋市内各所の映像が固定で流れており、うち一場面で当日の内容の項目一覧が出ていた。BGMは5拍子の曲が使われていた。
年末年始は休止となり、かわりに同じスポンサーで「TVAニュース」というスポットニュース番組が、年度によって異なるが当番組よりかなり早い時間(15時台など)に放送されていた。
在名5局のうち、当局は唯一、開局当初から30分近いワイドニュース番組を制作していたことになる。なお17:25-30は「情報ナウ」というインフォマーシャル番組が放送されていた（後に10:55-11:00へ移動）。

## 放送時間
- 月曜 - 金曜 17:00 - 17:25